# 静岡高等英華学校
静岡高等英華学校（しずおかこうとうえいかがっこう）は、静岡県静岡市葵区の宝台院境内に1886年（明治19年）ごろ存在した英学校である。教授に当たった者で判明しているのは佐倉信武、長谷川善太郎、渋江保の他、 静岡教会の平岩愃保である。平岩は英会話を担任していたという。この学校が何年頃まで存続したものかは不明。

## 沿革
- 1886年（明治19年）8月16日 - 佐倉信武、長谷川善太郎とともに高等英華学校を創設して校長となる[1]。
- 1887年（明治20年）
  - 佐倉信武、静岡尋常中学校の書記・教諭試補・舎監となる[1]。
  - 7月1日 - 渋江保、静岡高等英華学校の英語教授となる[2]。
  - 11月 - 佐倉信武、静岡女学校（静岡英和女学院）初代校主となる[1][3]。
- 1890年（明治23年）
  - 渋江保、高等英華学校を退職し東京に移る[2]。
  - 平岩愃保、静岡を去り下谷教会に転任する[3]。
  - 3月 - 長谷川善太郎、県会議員に当選[1]。